# Aixig-Garib
Aixig-Garib (en àzeri: Aşıq Qərib) és la primera òpera escrita pel compositor Zulfugar Hajibeyov, el 1916, basada en motius d'un dastan del mateix nom. Es va estrenar  a Bakú, al teatre de Haji Zeynalabdin Taghiyev.
Actors i cantants com Huseyngulu Sarabski, Huseynagha Hajibababeyov i altres van actuar als principals papers. Ahmad Badalbayli, Ahmed Agdamski, Rubaba Muradova i altres cantants van actuar com a Shahsenem.